# Стыскин, Андрей Игоревич
Андрей Игоревич Стыскин (род. 10 августа 1986 года, Москва) — разработчик, топ-менеджер проектов компании «Яндекс» с 2019 по 2022 год (до этого в компании с 2007 года); был руководителем бизнес-группы поиска, рекламы, облачных сервисов, умных устройств и «Дзена», возглавляет бизнес-юнит «Яндекс.Технологии», покинул пост в апреле 2022 года и остаётся в компании в качестве консультанта.

## Биография и карьера
Окончил лицей № 1511. Обучался в МИФИ по специальности «Прикладная математика и информатика», был стипендиатом учебной программы Потанина, участвовал в международных олимпиадах по спортивному программированию ACM ICPC, Topcoder и Google Code Jam, закончил вуз с отличием в 2008 году.

### Работа в «Яндексе»
На последнем курсе университета устроился в «Яндекс» разработчиком, в 2007—2008 годах руководил группой информационного поиска «Яндекс.Маркета», c 2008 до 2012-го — группой интеграции поисковых вертикалей (поиска по картинкам, видео, организациям и товарам), с 2012 по 2015-й — отдел поискового ранжирования.
В 2015 году возглавил «Яндекс.Поиск». Начиная с этого года доля установок поисковой системы «Яндекса» на российских Android-устройствах возросла с 36 % до 59 %, в 2018-м обогнала Google. К 2021 году размер инвестиций в развитие поиска за предыдущие пять лет составил больше $1,5 млрд, при этом именно поиск, будучи одним из основных направлений «Яндекса», генерирует 49 % выручки (только в первом квартале 2021 года сумма составила 39,5 млрд рублей). Под руководством Стыскина подразделение выпустило несколько масштабных обновлений сервиса — «Королёв», «Андромеда» и «Вега». Были внедрены несколько фундаментальных изменений, в частности, «Поиск» стал сопоставлять запрос с содержимым страницы на основе нейронных сетей, был усовершенствован алгоритм ранжирования, появились мгновенная подгрузка результатов и быстрые ответы в топе выдачи. Объявлялось о начале разработке системы, при которой поисковая выдача учитывает экспертные комментарии сервиса «Яндекс.Кью» (изначально проект назывался TheQuestion, «Яндекс» выкупил его в 2019 году и интегрировал с сервисом «Знатоки», существующим с 2018-го; до 2009 года в компании существовал проект «Ответы», который закрыли, потому что он не вносил существенный вклад в работу поиска).
В 2019 году Андрей Стыскин возглавил поисковой портал, обеспечивающий всё технологическое развитие компании. Под его ответственность попали рекламные продукты и направления умных устройств, включая голосового ассистента «Алиса». За время его руководства команда запустила платформу «Яндекс. ТВ» с собственной приставкой, встроенный в браузер видеоперевод. Только за 2020 год «Поиск» зарелизил около двух тысяч улучшений, включавших персонализированную главную страницу: алгоритм учитывает историю просмотра и интересы пользователя, для аналитики сервис использует Big Data и AI.
В феврале 2021 года «Яндекс» объединил близкие по смыслу сервисы в отдельные бизнес-группы. Одну из них возглавил Андрей Стыскин. К поиску, рекламному бизнесу и умным устройствам добавились карты, «Яндекс.Дзен» и «Яндекс.Облако». В 2021 году «Яндекс» прекратил производство своего самого первого гаджета и выпустил «Станцию» нового поколения с новым дизайном и улучшенным звуком, а «Алиса» в ней научилась говорить шёпотом. В том же году количество продаж умных устройств превысило миллион в год.
Команда Стыскина занималась развитием платформы «Яндекс.Дзен» и эффективным переманиванием блогеров с других площадок, как Telegram, YouTube, TikTok и VK. Только на выплаты блогерам в 2021 году компания выделила 2 млрд рублей, а в 2022-м — 4 млрд. По данным Mediascope, только в сентябре 2021 года месячная десктопная аудитория «Дзена» составила 22,2 млн россиян старше 12 лет. Монетизация была запущена и для СМИ, которые получают часть рекламных доходов от материалов, используемых поиском «Яндекса» при формировании короткой справки о запрашиваемом событии.
Летом 2020 года IT-коалиция восьми крупных компаний, среди которых были Wildberries, ivi, «Авито», «Циан» и 2ГИС, подали в ФАС заявление на работу алгоритмов поиска «Яндекса». Компании посчитали, что так называемые «колдунщики», или обогащённые ответы, который помогают пользователям искать ответы на вопросы, а также покупать товары и услуги без перехода на отдельную страницу, уводили трафик с их сайтов, тем самым «Яндекс» нарушал закон «О защите конкуренции». В феврале 2021 года ФАС вынес «Яндексу» официальное предупреждение и обязала в течение месяца прекратить практику понижения ссылок на конкурентов в поисковой выдаче, а в апреле возбудило дело. В это же время «Яндекс» опубликовал принципы, по которым сторонние компании могут быть представлены в обогащённых ответах бесплатно. IT-коалицию не устроили предлагаемые условия и запрашиваемый «Яндексом» объём данных. Переговоры длились почти год, были пересмотрены условия взаимодействия и интеграции партнёров в поиск, сформированы единые правила для сторонних и своих сервисов. В интервью РБК Стыскин отмечал, что в диалоге участвуют более 40 компаний, которые будут представлены в обогащённых ответах, первые «колдунщики» с информацией сторонних сервисов появились в ноябре 2021 года. В январе 2022-го «Яндекс» и ФАС заключили мировое соглашение, антимонопольное дело было закрыто. «Яндексу» грозил штраф в 4,4 млрд рублей, вместо этого в январе 2022 года компания выделила 1,5 млрд рублей на грантовую программу совместно с Российским фондом развития информационных технологий (РФРИТ), где малые российские ИТ-компании могли получить средства для продвижения своих товаров и услуг в интернете. На 2022 года в поиск интегрировано около 50 крупных интернет-сервисов. Однако решение ФАС устроило не всех: билетный оператор «Кассир.ру» дважды оспаривал итог, настаивая на штрафе «Яндекса», жалобы были отклонены.
На ежегодной конференции «Яндекса» YaC 2021 были озвучены планы развития направления поиска: обработка естественного языка, например, создание выжимок из крупных текстов, создание универсального поиска по всем возможным источникам, создание экспертного поиска по заданным областям, развитие поиска голосом или по картинке.
В апреле 2022 года стало известно, что Андрей Стыскин покидает свой пост после запланированного отпуска, на его место назначен технический директор «Поиска» Пётр Попов. При этом Стыскин остаётся в компании, его новая должность пока не озвучена.

### Другое
С 2015 по 2017 годы Андрей Стыскин входил в рейтинг молодых медиаменеджеров России (в высшей и средней группе раздела «Интернет-сервисы»), составляемый компаниями Odgers Berndtson, РБК, Mediascope и Deloitte. В мае того же года в ходе реорганизации «Яндекса» голландская «дочка» Yandex N.V. основала бизнес-юнит «Яндекс.Технологии», куда были переведены все разработчики, а структура позволяла упростить работу в стране присутствия. Генеральным директором компании был назначен Андрей Стыскин.
С июня 2021 года входит в наблюдательный совет Университета ИТМО.

## Семья
- Жена — Олеся Бессонова, руководитель команды диджитал-коммуникаций «Альфа-Лаборатория»[48]